# チャールズ・カレン
チャールズ・エドマンド・カレン（英語: Charles Edmund Cullen, 1960年2月22日 - ）は、アメリカの連続殺人犯で、ヘルスケア・シリアルキラーでもある。カレンは当局に、ニュージャージーで正看護師として働いてきた16年間に40人近くの患者を殺害したと告白した。 しかし、その後の警察、精神科医、およびジャーナリストとのインタビューで、明らかにそれよりずっと多くの患者を殺害していることが分かった。カレンは、被害者の名前を覚えていないものの、殺人行為の詳細だけはよく覚えていた。専門家らは、カレンの犠牲者は最終的に400人にも及ぶ可能性があると推定している。その場合、カレンは史上最悪の被害者数を出したシリアルキラーという事になる。

## 前半生
カレンはニュージャージー州ウェストオレンジにて、労働者階級のアイルランド系カトリック教徒の8人兄弟の末子として生まれた。 バスの運転手であるカレンの父親は、彼が生まれた時点で約60歳で、カレンがわずか7ヶ月の時に亡くなった。 カレンは、子供時代について惨めだったと振り返っており、姉妹のボーイフレンドと彼の学友たちから常にいじめられていたと述べている。9歳のとき、彼は化学セットから化学物質を飲んで自殺を図ろうとした。看護師として働いていたカレンは後に、自分が働いていた病院から薬を盗んで飲んで死ぬことについて空想したと主張している。
母親は1977年、カレンが高校1年生の時に自動車事故で死亡した。カレンは母親の死で「うちのめされた」と語り、病院が遺体を家に戻さず火葬したことに対して憤慨したという。翌年、彼は高校を中退し、アメリカ海軍に入隊し、そこで潜水艦USS ウッドローウィルソンに所属した。カレンは、潜水艦の乗組員が2か月の間密閉された空間で過ごすのに必要な基礎訓練と厳格な心理検査に合格している。彼は船のポセイドンミサイルの運用チームの一員となるも、ここでもうまく馴染むことができず、仲間の乗組員にいじめられていた。任務について1年目、将校は、カレンが制服ではなく外科用マスク、手袋と手術用ガウンを身に着けてミサイルの制御席に座っているのを発見した。カレンはこの行動に対して懲戒処分を受けたが、なぜそうした行為をしたのか説明できなかった。海軍は彼をよりプレッシャーの少ない補給船USS カノープス（Canopus）に配置転換をした。やがて彼は自殺未遂を企て、以後数年間、数回にわたり海軍の精神科病棟に入院した。 彼は1984年に海軍から医療的理由で除隊したが、その正確な理由は明らかにされていない。
除隊後間もなく、カレンはニュージャージー州モントクレアの マウンテンサイド病院看護学校に入学した。彼はクラスの学級委員長に選出され、1987年に卒業。リヴィングストンにあるセントバーナバスメディカルセンターの火傷チームで仕事を始めた。この頃、彼はエイドリアン・バウムと出会い結婚する。半年後、娘シャウナが生まれる一方で、妻はカレンがますます変わった行動をとるようになり、犬を虐待したりするさまに不安を感じ始めていた。

## 殺人

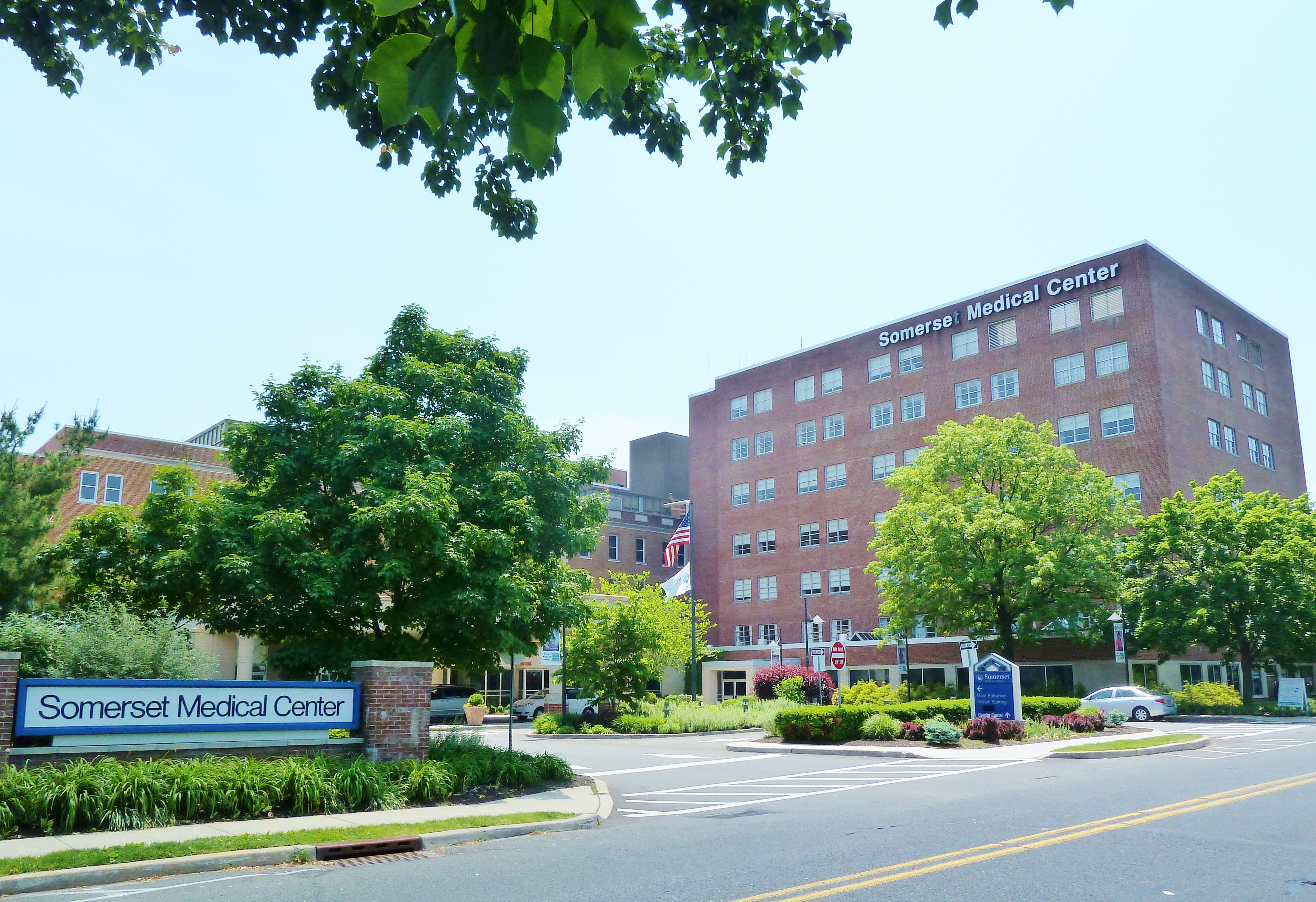
サマセットメディカルセンター

カレンが告白した最初の殺人事件はセントバルナバで発生した。1988年6月11日、彼は患者に致命的な過量の静脈内投与を行う。彼はのちにこの病院でもインスリン過剰投与で数人の患者を殺害していたと認めている。病院の当局が誰が点滴袋に混入させたのかを調査し始めると、カレンは1992年1月に病院を辞めた。調査の結果、おそらくカレンの手によって行われたものと判断され、数十人の患者が被害をうけ死亡したことが明らかになった。
セントバーナバスの病院を去った1か月後、カレンはフィリップスバーグのウォーレン病院で仕事を得た。そこで彼は心臓薬ジゴキシンの過剰投与で3人の高齢女性を殺害した。3人目の犠牲者は、眠っているときに「コソコソした男性看護師」が彼女に注射したと言ったが、家族や病院のスタッフはそれを根拠のない話しとして相手にしなかった。翌年、カレンは妻からの離婚訴訟を受け、フィリップスバーグの地下階のアパートに引っ越した。彼は元妻と娘の親権を共有した 。彼は後に、1993年に看護の仕事を辞めようと思ったが、裁判所から命令された養育費の支払いで働かざるを得なかったと主張した。
1993年3月、カレンは同僚の家に不法侵入した。女性と幼い息子が寝ていたが、目覚めさせることなく立ち去った。それから彼はその女性をストーキングし始め、その女性は彼について警察の報告を提出した。 カレンはその後、 有罪を認めへの不法侵入との1年間の保護観察受けた。逮捕の翌日、カレンは再び自殺を試みた。彼は2ヶ月仕事を休み、2つの精神施設でうつ病の治療を受けたが、1993年末までにさらに2回自殺を試みた。その9月、91歳の癌患者が担当の看護師ではないカレンが彼女の部屋に入って注射を受けたと話し、翌日その患者は死亡した。彼女の息子はその死が自然死ではないと抗議し、ウォーレン病院はカレンと他数人の看護師に嘘発見器テストを実施した。彼はその検査にパスする。カレンは次の春まで同病院で働き続けた。
カレンは、フレミントンにある ハンタードン医療センターの集中治療室・心臓治療室で3年間勤務した。彼は最初の2年間は誰にも害を及ぼさなかったと主張したが、その期間の病院記録は2003年に逮捕された時には処分されていた。 彼は1996年の1月から9月の間に、ジゴキシンを用いて5人の患者を殺害したことを認めた。カレンはそれからモリスタウン記念病院で仕事を見つけたが、すぐに不適任として解雇された。カレンは6ヶ月間失業したままで、養育費の支払いを止めた。ウォーレン病院の緊急治療室で鬱病の治療を求めた後、カレンは精神科施設に入院したが、しばらく経って退院する。
1998年2月、カレンはペンシルベニア州アレンタウンにあるリバティ看護・リハビリテーションセンターに雇われ、そこで呼吸器依存患者の病棟を担当した。 そこでは、カレンは予定外の時に患者に薬を与えたと非難され、注射器を手に入れたまま患者の部屋に入ったのを目撃された後に解雇された。患者は腕を骨折させられたが、注射を受けること免れた。カレンはリバティ病院で患者の死を引き起こしたが、それは別の看護師の責任とされた。リバティを去った後、彼は1998年11月から1999年3月までペンシルベニア州イーストンのイーストン病院で雇われた。1998年12月30日、彼はさらに別の患者をジゴキシンで殺害した。検死官の血液検査で、患者の血液中に致死量のジゴキシンが含まれていることが判明したが、イーストン病院内での内部調査では結論が出なかった。殺人者としてカレンを明確に指摘できる証拠はなかった。
精神的な不安定さを示してきた上、勤務中に死者を出してきたにもかかわらず、全国的に看護師が不足していたため、カレンは次々に仕事を見つけた。当時、精神的問題や勤務上でトラブルを抱えている看護師について通報するための仕組みがなく、責任を被るのを嫌がった病院は彼に対して重大な行動をとることをしなかった。1999年3月、アレンタウンのリーハイバレー病院の熱傷部門に配属されたカレンは、1人の患者を殺害し、別の患者を殺害を試みた。1か月後、彼はリーハイバレー病院を辞職し、ベツレヘムのセントルーク病院の心臓治療室で働いた。 向こう3年間で、カレンは少なくとも5人の患者を殺害し、さらに2人の殺害未遂を犯している。2000年1月11日に、彼は再び一酸化炭素中毒による自殺を試み、浴槽の中で炭を焼いた。カレンの隣人が、煙の臭いがしたため消防署と警察に通報し、病院と精神科施設に連れて行かれたが、翌日帰宅した。
カレンがセントルーク病院で患者を殺害していたと疑う人は誰もいなかったが、同僚がゴミ箱の中から薬瓶を見つけたことにより状況が一変した。その薬は病院の外では価値がなく、乱用されるようなものではなかったので、逆に不審に思われることになった。調査の結果、カレンが薬を飲んだことが判明し、病院側から自己都合で辞任して中立的な推薦を与えるか、解雇のどちらかを提案される。 2002年6月に彼は辞職し、付き添い付きで建物から外へ連れ出された。セントルークスの彼の同僚のうちの7人は後でカレンが患者を殺すために薬物を使用したという疑いを持ち、リーハイ郡地区検事に警告した。捜査官はカレンの経歴を調査することをせず、証拠不十分として事件捜査は9か月後に終了とされた。
2002年9月、カレンはニュージャージー州サマービルにあるサマーセットメディカルセンターの救急医療室で働き始めた。この頃に地元の女性とデートを始めたが、彼のうつ病は悪化した。カレンは約13人の患者を殺害し、2003年半ばまでにジゴキシン、インスリン、エピネフリンを使用して少なくとも1人以上を殺そうとした。2003年6月18日、カレンはサマーセットの患者フィリップ・グレゴールを殺害しようとしたが、後に退院した。グレゴールは半年後に自然死した。
その後まもなく、サマーセットはカレンの不正行為を示す手がかりを見つけた。 病院のコンピュータシステムは、カレンが担当外の患者の記録にアクセスしていたことを示していた。また、担当でない患者の部屋を訪れる姿を同僚が目撃し、コンピューター管理された薬品管理機は、彼の患者には処方されていな薬をカレンが取り出していたことを示していた。カレンの薬品取り出し履歴は、すぐにキャンセルさたり数分以内に何度も繰り返して取り出すなど、不審なものだった。2003年7月、ニュージャージー州の劇薬情報・教育システムの事務局長は、従業員によって薬品過剰投与によるが患者殺害の疑いが少なくとも4件ある可能性をサマーセットの当局者に警告したが、病院は10月まで当局への連絡を遅らせた。それまでに、カレンは少なくともさらに5人の患者を殺し、6人目の殺害を試みた。
2003年10月に、彼の最後の犠牲者となる患者が低血糖で死亡したとき、病院はついにニュージャージー州警察に通報した。州当局は、8月の時点でカレンによる致命的でなかったがインスリン過量投与をしていた事件の報告を怠ったとして病院を非難した。彼の雇用歴を調査したところ、以前の死への彼の関与について過去の疑いが明らかになった。サマーセットは2003年10月31日に表向き履歴書に嘘を書いたという件でカレンを解雇した。同僚看護師Amy Loughrenは、カレンによる薬品へのアクセス記録と、患者の死亡との関わりについて不信感を抱き、警察に警告した。警察は捜査を開始し、彼を数週間監視下に置いた。
捜査官は、Loughrenに盗聴器を身につけさせ、勤務時間外にカレンと会話させた。録音された内容から、警察はカレンを逮捕するにたる理由とすることができた。

## 逮捕と判決
カレンは2003年12月12日に1件の殺人と1件の殺人未遂で起訴され、レストランで逮捕された。 12月14日に、彼はサマーセットの患者2人を殺害したことを刑事に認めた。さらに、カレンは16年のキャリアの間に40人もの患者を殺害したと刑事に話した。2004年4月、カレンはニュージャージー州の裁判所でサマセットでの勤務中に13人の患者を殺害し、他の2人を薬物注射で殺そうとしたとして有罪を認めた。司法取引の一部として、当局が死刑を要求しない代わりに、捜査に全面的に協力することで合意した。1か月後、彼はニュージャージー州でさらに3人の患者が殺害された件の有罪を認めた。2004年11月、カレンはアレンタウン裁判所で、さらに6人の患者を殺害、他の3人の殺害未遂の罪で有罪を認めた。彼は「裁判長！あなたは辞任するべきだ」と唱えて裁判官を挑発し訴訟を繰り返し中断させた。カレンは拘束され口枷をかまされたがやめようとはしなかった。
2006年3月2日、カレンはニュージャージー州で18回分の終身刑を宣告された。2403年まで仮釈放の対象にはならない。現在、彼はトレントンのニュージャージー州刑務所で収監されている。3月10日、カレンはリーハイ郡の大統領判事ウィリアム・H・プラットの法廷で判決の審問を受けた。裁判官に対し憤慨したカレンは、プラット判事がカレンにダクトテープで縛りつけるまで「裁判長！あなたは辞任するべきだ」と30分間繰り返し続けた。この公聴会では、プラットは彼にさらに6つの終身刑を言い渡した。彼は司法取引の合意の一環として、さらなる犠牲者の特定にむけて警察に協力している。現在、彼は終身刑でペンシルベニア州の刑務所に収監されている。

## 動機
カレンは、患者が心停止または呼吸停止に陥る事態を取り除いてやっただけだ、と述べた。彼は刑事に対して、心停止などの救命措置は見るに堪えないと言い、自分が過量投与をしたことで、患者の苦痛を終わらせ、病院職員が彼らを非人道的に扱うことを防いだのだと主張した。しかしながら、彼の犠牲者は全員が末期患者などではなく、ゴールのように、回復途上の患者たちもいた。同僚看護師リン・テスターは、警察への事情聴取で多くの犠牲者を「回復途上の人達」と表現している。
捜査官によると、患者を救ったのだと主張するカレンの主張に反して、実際は患者を苦しめさせる結果になっていたようだ、と述べた。実際に、カレンは数日間患者の苦しみを観察する一方で、殺人を犯すという意識決定は衝動的なものだった、と捜査官に語っていた。カレンは2003年12月に彼が自分の人生の大部分を霧の中で過ごしたこと、そして彼が彼の犠牲者の大部分を殺害したことの記憶を隠したことを刑事に語った。彼は、彼が何人殺したか、なぜ彼がそれら犠牲者を選択したのか思い出すことができないと語った。場合によっては、カレンはある施設で殺人を行ったことを断固として否定したが、医療記録を見せられて、患者の死亡に関与したこと認めたようなこともあった。

## 法的影響
医療従事者による疑わしい行動について報告する義務がないために、またおよび雇用主に対する法的保護が不十分なため、カレンは次から次へと勤務先を変えて病院で働き続けることができてしまった。ニュージャージー州とペンシルベニア州は、ほとんどの州と同様に、最も悪質な場合にのみ医療施設に不審な死者の報告を義務付けており、事件の報告を怠った場合の罰金は軽微なものだった。多くの州は、労働者が以前に雇用されていた場所を見つける法的権限を捜査官に与えていなかった。雇用主は、訴訟を引き起こす可能性を恐れて、事件を調査したり、元従業員に対する身元照会で悪い内容を書いたりすることはしなかった。刑事とカレン自身によると、いくつかの病院は彼が患者を害したり殺害したりしていると疑ったが、適切な法的措置を講じることができなかった。カレンの刑事有罪判決の後、彼が働いていた病院の多くは彼の犠牲者の家族によって訴えられた。ニュージャージー州の病院に対する訴訟と和解内容はすべて法廷外で行われ、封印されている。
また、病院職員たちがカレンの雇用を阻止しようとしたり、彼を解雇させようと非公式に動いていた。近くの病院に密かに連絡を取ったり、自分の上司に内密に話したりして、カレンを雇うべきではないと警告した人もいた。カレンが2001年6月にアレンタウンの聖心病院で仕事をした時、イーストン病院での彼についての噂を聞いていた看護師は、彼女の同僚に助言し、カレンがすぐに解雇されなかった場合は全員一斉に辞任するとまで脅し、成功していた。
カレンの事例によって、ペンシルベニア州、ニュージャージー州、および35の他の州は、雇用主が労働者の職務遂行について誠実な評価を行うことを奨励し、真の従業員評価を提供するときに雇用主に法的保護を与える新しい法律を採用した。特にニュージャージー州法は、他の州が従うモデルとなった。第一に、2004年患者安全法は、「深刻な予防可能な有害事象」の報告に対する病院の責任を強く定めた。2005年の増進法は患者安全法を補完するものであり、病院はその従業員に関する特定の詳細をニュージャージー消費者課に報告することを義務付けている。それはまた、患者ケアに関する苦情と懲戒記録を少なくとも7年間保存することを義務付けるものとなった。

## メディア
ウリ・ロンメルが脚本・監督を務めた2008年のオリジナルビデオKiller Nurseは 、カレンをモデルとしている。
映画「グッド・ナース」は、Charles Graeberのノンフィクションの本「グッド・ナース - 医学の実話、狂気、そして殺人」を元に制作された。